# Обгортка (геометрія)

Обгортка сімейства дотичних прямих.

Обгортка сімейства кривих на площині — це крива, що в кожній своїй точці є дотичною хоча б до однієї кривої сімейства і кожним своїм відрізком дотична до нескінченної кількості кривих сімейства. Наприклад, будь-яка гладка крива, що не містить прямолінійних ділянок, буде обгорткою своїх дотичних.

## Визначення
Нехай є сімейство гладких кривих {\displaystyle S=\{\gamma _{\alpha }\}}, залежне від параметру {\displaystyle \alpha }. Гладка крива {\displaystyle \gamma \in C^{1}} буде обвідною сімейства S, якщо:
1. для кожної точки кривої {\displaystyle \gamma } відповідає крива {\displaystyle \gamma _{\alpha }\in S}, дотична до {\displaystyle \gamma } в цій точці,
2. для кожної кривої {\displaystyle \gamma _{\alpha }\in S} відповідає точка на {\displaystyle \gamma }, в якій {\displaystyle \gamma _{\alpha }} дотична до {\displaystyle \gamma },
3. жодна крива сімейства S не має спільного відрізка з кривою {\displaystyle \gamma }.

Якщо сімейство кривих задано рівнянням {\displaystyle F(x,y,\alpha )=0}. Тоді обгортка сімейства кривих визначається системою
{\displaystyle \left\{{\begin{array}{ll}F(x,y,\alpha )&=0\\F_{\alpha }(x,y,\alpha )&=0\end{array}}\right.}

## Приклади
- Для сімейства кіл однакового радіуса з центрами на прямій обвідна — це дві паралельні прямі.
- Астроїда є обвідною сімейства відрізків однакової довжини, кінці яких закріплені на двох взаємно-перпендикулярних прямих.
- Парабола є обвідною сімейства серединних перпендикулярів для відрізків, що з'єднують фіксовану точку (фокус параболи) та фіксовану пряму (директрису параболи).